# Das Spiel des Biestes

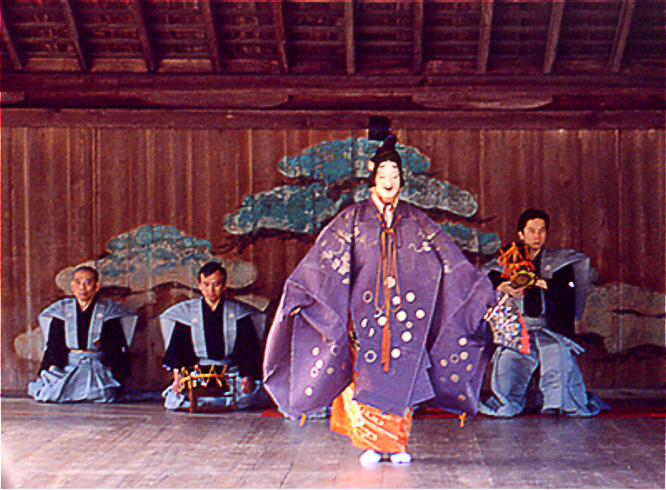
Durch Das Spiel des Biestes erfüllte sich Mishima seinen Traum, ein Nō-Theaterstück zu parodieren und seine eigenen philosophischen Erwägungen in das Werk hineinzuprojizieren.

Das Spiel des Biestes (japanisch 獣の戯れ, Kemono no Tawamure) ist der neunte Roman des japanischen Schriftstellers Yukio Mishima. Er wurde zwischen dem 12. Juni und 4. September 1961 im Shukan Shincho-Magazin publiziert. Am 30. September desselben Jahres erschien er im Shinchosha-Verlag als Hardcover, am 10. Juli 1966 als Taschenbuch.
Als Parodie des klassischen Nō-Schauspiels Motomezuka behandelt der Roman eine tragische Dreiecksbeziehung, die durch Ehebruch und Gewalt geprägt ist. Die mit 207 Seiten recht kurze Geschichte folgt einer non-linearen Struktur.
Inhaltlich folgt die Erzählung dem jungen Kōji, der eine Liebesbeziehung mit der älteren Yūko anfängt, für deren Ehemann Ippei er in einem Tonwarengeschäft arbeitete. Als er Ippei in flagranti bei einem Seitensprung erwischt, schlägt er diesem mit einem Schraubenschlüssel stark gegen den Kopf und muss daraufhin ins Gefängnis. Trotz allem fängt er nach seiner Freilassung als Gärtner bei einem von Ippei und Yūko geführten Unternehmen an und auch Kōjis Liebesbeziehung mit Yūko lebt wieder auf. Er erfährt davon, wie Ippei seine Ehefrau mental durch seine Untreue misshandelt und stellt ihn eines Tages zur Rede, was er denn wolle. Nachdem dieser ihm seinen Wunsch zu sterben mitteilt, reisen die drei Protagonisten an einen Hafen, schießen dort „Beweisfotos“ und Ippei wird auf seinen Wunsch hin getötet. In einer Nebengeschichte buhlen zwei junge Männer um die Gunst ihrer Kindheitsfreundin Kimi, die als junges Mädchen durch ihren Vater vergewaltigt wurde.
Wie die meisten Werke des Autors behandelt auch Das Spiel des Biestes düstere, tabuisierte Themen wie Ehebruch, Gewalt, Todestriebe, Pädophilie, Inzest, Vergewaltigung und das Fegefeuer, ist aber zugleich eine tiefgründige psychologische Auseinandersetzung mit dem Sinn und den Tücken von Liebe und Beziehungsdynamiken. Zu seinem Erscheinen wurde der Roman positiv rezensiert und konnte auch kommerziell Erfolge verbuchen.

## Handlung

### Prolog
Die Erzählung beginnt mit einer Fotografie, auf der drei lachende Personen – Ippei Kusakado, seine Ehefrau Yūko und der jugendliche Kōji – zu sehen sind, wie sie auf der Hafenmauer im Dorf Iro, einem ländlichen Fischereihafen im Westen der Izu-Halbinsel, stehen. Das Foto wurde an einem schwülen Sommertag, nur wenige Tage vor dem „letzten elenden Vorfall“ aufgenommen und direkt an den vorsitzenden Priester des Taisenji-Tempels gesendet.
Iro ist ein beliebter Urlaubsort mit weitläufigen Reisfeldern und Gewächshäusern, alle in unmittelbarer Nähe zum Anwesen der Familie Kusakado. In der Berggegend befindet sich eine neu angelegte Grabstätte, die trotz Widerstandes aus der Bevölkerung vom vorsitzenden Priester mit Spendengeldern gepflegt wird. Ippeis Grab befindet sich rechts, Kōjis links und Yūkos in der Mitte. Anschließend erklärt ein unbenannter Erzähler, wie es genau zu dieser obskuren Situation kommen konnte.

### 1. Kapitel
Kōji wird aus dem Gefängnis entlassen und reist via Boot von Numazu nach dem Dorfe Iro, wo Yūko auf ihn wartet. Kōji schwört, durch seine Inhaftierung geläutert worden zu sein, aber Yūko – die für seine Freilassung als Bürge agiert hat – ist sich unsicher, ob Kōjis Anreise nach Iro nicht doch ein Fehler gewesen sei.
Yūko beendete ihre Tätigkeit als Handelskauffrau in Tokio vor einem Jahr, um in Iro mit ihrem Ehemann Ippei ein Gewächshaus-Geschäft namens Kusakados Gewächshäuser zu starten; Kōji soll dort angestellt werden. Die beiden laufen vom Hafen durch das Dorf und obwohl Kōji von allen Dorfbewohnern freundlich gegrüßt wird, befürchtet er, dass Gerüchte über seine Vergangenheit die Runde machen werden. Am Ende ihres Spaziergangs kommen beide am Kusakado-Gewächshaus an, vor dem Ippei bereits auf beide wartet. Kōji sieht ihn aus der Ferne und erschrickt.

### 2. Kapitel
Zwei Jahre vorher, als Kōji ein 21-jähriger Student war, wurde er in einem westlich angehauchten Tonwarengeschäft in Ginza eingestellt. Eigentümer und Manager des Shops war Ippei Kusakado, ein 40-jähriger Mann, der in seiner Freizeit deutsche Literatur übersetzt. Bei einem gemeinsamen Abend in einer Bar, beichtet Ippei an Kōji, wie unglücklich er über die fehlende Eifersucht seiner Ehefrau Yūko sei. Er habe alles Mögliche probiert, um diese eifersüchtig zu machen und zahlreiche Seitensprünge gehabt; diese habe aber alles unbeeindruckt hingenommen.
Neidisch auf Ippeis „verdorbenes Herz“ verliebt sich Kōji am selben Abend in Yūko, obwohl er sie nie zuvor getroffen hat. Wenige Tage später besucht Kōji Yūko und die beiden beginnen eine Affäre. Sie erzählt ihm davon, wie sie durch einen Privatdetektiv von Ippeis Untreue erfahren hat und bricht weinend zusammen. Gleichzeitig bittet sie Kōji, ihrem Mann nichts von ihrem Leid zu erzählen.
Sechs Monate später wartet Kōji vor einem Krankenhaus auf Yūko. Er bemerkt einen schwarzen Schraubenschlüssel auf dem Boden – wie er später im Gefängnis reflektiert, eine „Manifestation des Willens“ – und steckt ihn in seine Jackentasche. Beim Spaziergang erwischen beide Ippei mit einer seiner Affären, Machiko. Yūko bittet Ippei, nach Hause zu gehen, „als sei nichts geschehen“; dieser wird aber wütend und ohrfeigt Yūko. Aus einer Affektreaktion heraus, ohne „Emotionen, Ziel oder Motiv“, nimmt Kōji den Schraubenschlüssel aus seiner Tasche und schlägt Ippei mit dem Schraubenschlüssel mehrfach auf die linke Kopfhälfte.

### 3. Kapitel

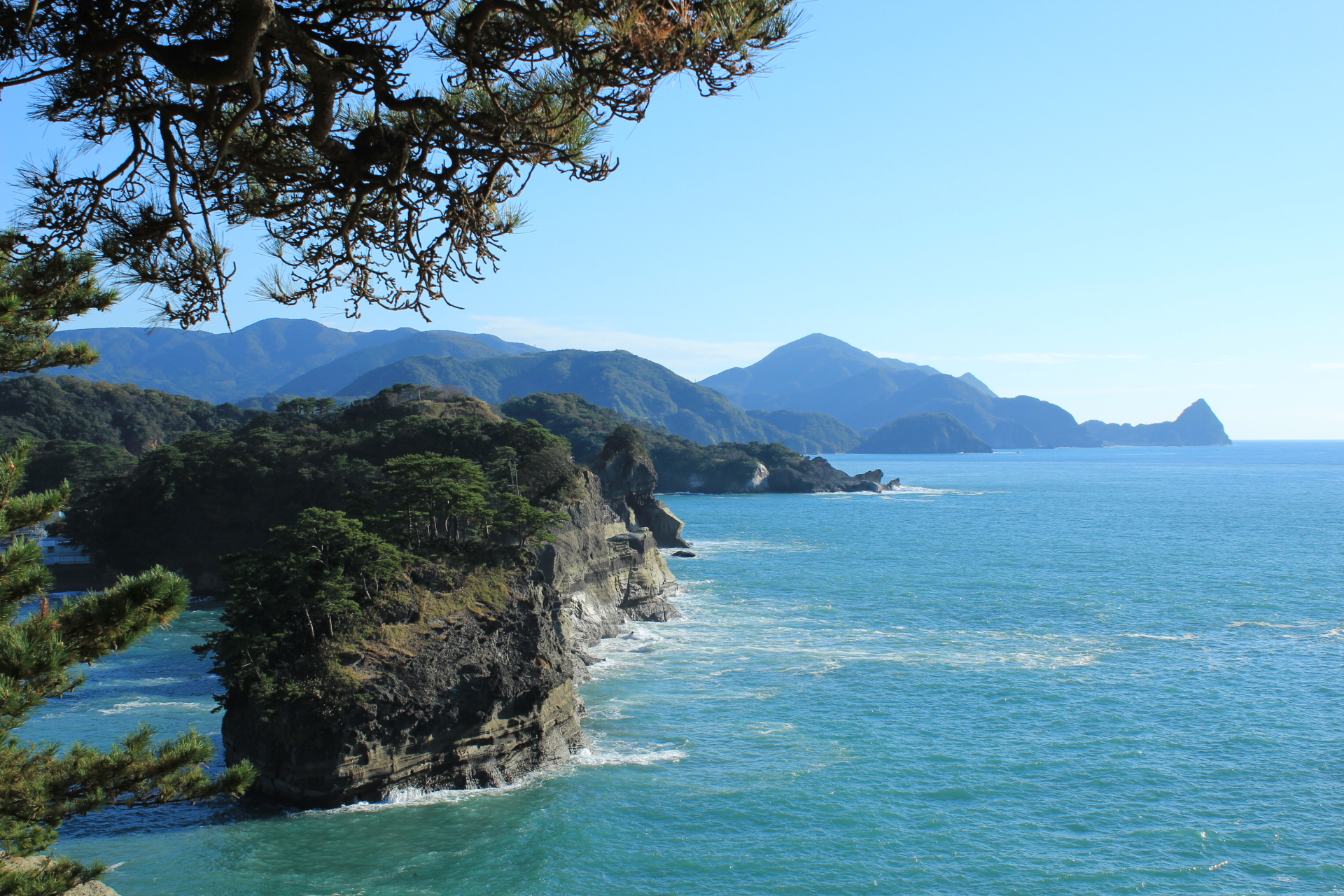
Die Küste Nishiizus.

In Iro trifft Kōji das erste Mal seit seiner Inhaftierung wieder auf Ippei, der nach dem Angriff mit einem gebrochenen Schädel, einem Schädel-Hirn-Trauma, Aphasie und einer Parese seiner rechten Gesichtshälfte hinterlassen wurde. Kōji tritt am selben Tag seine erste Schicht als Gärtner an und trifft dort seinen neuen Arbeitskollegen Teijiro.
Eines Tages verabreden sich Kōji, Ippei und Yūko zu einem Picknick an einem Wasserfall, an dem sie auch den vorsitzenden Priester treffen. Sie stoppen an einem Schrein, um ein Lilienopfer abzugeben. Yūko beginnt plötzlich, Ippei zu verspotten und fragt ihn, ob er überhaupt wisse, „was ein Opfer ist“. Ippei ist sichtlich irritiert und trotz aller Versuche Kōjis, ihn zu verteidigen, wird Yūko immer hysterischer und nennt Ippei einen „Idioten“. Sie fragt ihn, ob er denn zumindest wisse, „was das Wort 'Kuss' bedeutet“ und küsst Kōji leidenschaftlich vor Ippeis Augen.
Wieder Zuhause angekommen, stellt Kōji Yūko zur Rede und wirft ihr vor, ihn als Racheobjekt ausgenutzt zu haben. Sie lacht und bestätigt, ihn von Anfang an ausgenutzt zu haben; ihm scheine es aber zu gefallen. Kōji ohrfeigt Yūko und verbringt den restlichen Abend mit Ippei.

### 4. Kapitel
Eines Nachmittags trinkt Kōji alleine im Storm Petrel, der einzigen Bar in Iro. Er lästert zusammen mit dem Barkeeper über Teijiros Tochter Kimi. Da er Teijiro nie über sie hat reden hören, vermutet er, dass etwas zwischen ihnen im Argen ist. Nachdem Kimis Mutter gestorben war, zog sie nach Hamamatsu, um in einer Fabrik zu arbeiten. Als sie für ihren Urlaub nach Iro zurückkam, habe sie ihren Vater kein einziges Mal besucht. Kimi ist außerordentlich hübsch und macht allein durch ihr Auftreten die anderen Mädchen des Dorfes neidisch. Ihr „Markenzeichen“ ist ihre Ukulele, die sie überall mit sich hinträgt.
Gegen 21:00 Uhr betreten Kimi, Matsukichi und Kiyoshi die Bar und Kōji setzt sich zu ihnen. Matsukichi ist ein Fischer und Kiyoshi Soldat. Beide sind Kimis Kindheitsfreunde und kämpfen seit jeher um ihre Liebe. Während Kōji die drei betrachtet, denkt er an Yūko zurück, die ihn seit dem Vorfall am Wasserfall nicht mehr geküsst hat. Er wird sich seiner Liebe für Yūko bewusst und wiederholt den Satz „Ich bereue es“ in seinem Kopf.
Über den Abend werden Kōji, Kimi, Matsukichi und Kiyoshi immer betrunkener und Kimi unterbreitet das Angebot, dass derjenige, der ihre Ukulele findet, ihre Liebe kriegt. Die vier reisen mit einem Boot nach Urayasu zum Nacktbaden. Am Lagerfeuer sitzend weigert sich Kimi aber entgegen ihren vorherigen Worten, ihre Ukulele herauszugeben. Matsukichi stiehlt ihr das Instrument und wirft es sich mit Kiyoshi hin und zurück, während Kimi vergeblich versucht, es einzufangen. Beide springen zurück ins Boot zurück und paddeln zurück an die Küste.
Kōji und Kimi verbleiben beim Lagerfeuer, an dem Kimi ihm gesteht, absichtlich nicht hinter dem Boot hergeschwommen zu sein, um Zeit allein mit Kōji verbringen zu können. Die beiden haben Sex, dennoch kann Kōji den Gedanken nicht verdrängen, dass die Erfahrung „nichts als eine schlechte Imitation“ des „perfekten Gedankens“ sei, der sich im Gefängnis manifestierte.
Tage später hört Kōji von dem Gerücht, Kiyoshi habe die Ukulele behalten, um die anderen Männer im Dorf eifersüchtig zu machen. Matsukichi bestätigt das Gerücht und erzählt Kōji, er habe mit Kiyoshi den Pakt eingegangen, dass dieser für seine Reputation die Ukulele behalten könne, aber im Gegenzug von Kimi ablässt.

### 5. Kapitel
Während ihrer Arbeiten im Gewächshaus beichtet Teijiro urplötzlich an Kōji, er habe Kimi vergewaltigt. Er zeigt Kōji pornografische Fotografien von einem Jungen in Schuluniform, der Sex mit einem Mädchen in Segeluniform hat und bemerkt, dass das Mädchen ähnlich aussieht, wie Kimi es getan hat. Kōji ist verstört von Teijiros unaufgefordertem Geständnis und fragt sich, was der Grund für die plötzliche Beichte war.
Kimis Urlaub geht zu Ende und sie besucht Kōji im Kusakado-Haus, um sich von ihm zu verabschieden. Als sie Kōjis Hände umschließt, nimmt Yūko eine Haarnadel und sticht sie in Kimis Hände. Diese lässt sofort von Kōji ab und läuft manisch lachend die Straße runter. Kōji theorisiert, Kimi habe mit ihm geschlafen, um ihm von dem „Geheimnis des Verbrechens ihres Vaters“ mitzuteilen, ohne es explizit auszusprechen.
Am Abend liegt Kōji mit einem Moskitonetz über seinen Körper gespannt in seinem Bett. Yūko betritt den Raum und erklärt ihm, sie habe in Kimis Hand nicht aus Eifersucht gestochen, sondern um ihn vor ihrer „korrumpierten“ Natur zu schützen. Sie vergleicht ihre Aktion mit der von Kōji und dem Schraubenschlüssel und gesteht, sie sei neidisch auf Kōjis Verbrechen. Sie wünsche sich nichts sehnlicher als „ein Verbrechen in ihrem Namen“.
Kōji und Yūko umarmen sich leidenschaftlich durch das Netz, aber Yūko vernimmt eine Figur im Außenbereich und schließt darauf, dass ihr Ehemann nach Hause kommt. Kōji wird sich Yūkos Wunsches bewusst, von Ippei erwischt zu werden, um damit ihr „lebenslanges Leiden“ zu beenden. Der Gedanke, wieder als Werkzeug Yūkos ausgenutzt zu werden, macht ihn wütend und er stößt sie von dem Netz.
Einige Tage später, nachdem ein Taifun West-Izu knapp verfehlt, spricht Kōji mit Kakujin, einem Priester des Taisenji-Tempels. Er sieht Yūko und Ippei den Wanderweg runterlaufen und begleitet beide. Kōji entscheidet sich, Ippei endlich zu konfrontieren, fragt ihn vehement aus und wirft ihm vor, seine Ehefrau unter dem Deckmantel seiner psychischen Erkrankung zu foltern. Auf die Frage, was Ippei überhaupt wolle, antwortet dieser nur „Nachhause zu gehen“. Kōji ist verärgert über das „kindische Verhalten“ und fragt weiter nach, bis Ippei gesteht: „Den Tod! Ich will sterben!“
Kōji konsultiert Yūko und erzählt ihm von den Worten ihres Ehemannes. Die drei entscheiden sich, auf die andere Seite des Hafens zu segeln und dort „eine Menge Fotos zu machen“. Yūko schaut beide Männer panisch an und sagt „Hiernach gibt es kein zurück mehr“ und die Szene endet.

### Epilog
Eines Sommertages reist ein japanischer Gelehrter nach Iro Village und fragt Kakujin nach seinen Erinnerungen über Ippei, Yūko und Kōji aus. Kakujin erzählt ihm von dem Mal, als Kōji und Yūko ihm im Tempel besuchten und gesteht, Ippei zu Tode stranguliert zu haben. Er zeigt dem Gelehrten das Foto aus dem Prolog, das ihm am Tag vor dem Mord gegeben wurde. Kōji beichtete dem Priester, Ippei auf dessen Wunsch getötet zu haben; durch das Foto wolle er aber die falsche Spur legen, einen Mord begangen zu haben.
Kōji wurde zum Tode und Yūko zu lebenslanger Haft verurteilt. Während ihrer Inhaftierung kontaktierte Yūko Kakujin und bat ihn, die drei Gräber – Ippei, Yūko und Kōji – nebeneinander zu platzieren, mit Yūko in der Mitte.
Der Gelehrte besucht die Grabstätte und macht Fotos. Auf Wunsch des Priesters bringt er die Fotos zum Tochigi-Gefängnis, um sie Yūko zu überreichen. Diese schaut sich die Fotos an, dankt dem Gelehrten und sagt „Nun kann ich meine Zeit in Frieden absitzen.“ Sie steckt die Fotos in ihre Tasche und verlässt den Raum.

## Hintergrund

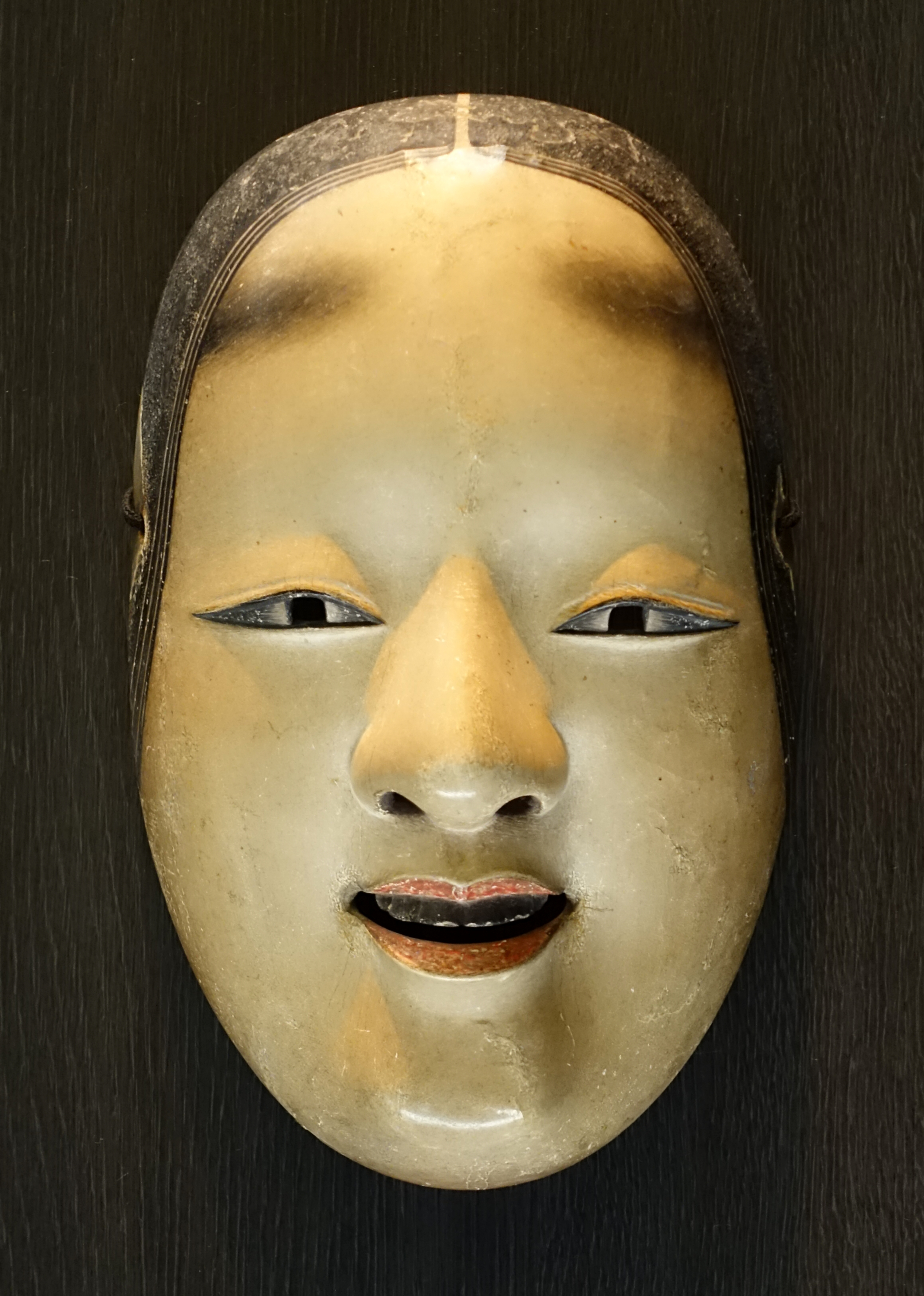
Die lachende Nō-Maske spiegelt das „endlose Grinsen“ Ippeis.

Das Spiel des Biestes gilt als Parodie des klassischen Nō-Schauspiels Motomezuka – des berühmtesten Stückes Kan’amis. In dem Stück macht ein Priester auf seiner Reise nach Kyoto Halt in dem isolierten Dorf Ikuta in der Provinz Settsu. Er trifft eine Gruppe von Dorfmädchen, die ihm die Geschichte von Unai erzählen. In der Geschichte gestehen zwei Männer – Sasada und Chinu – Unai ihre Liebe. Um niemanden eifersüchtig zu machen, weigert sich Unai eine Wahl zu treffen. Ihre Eltern veranstalten Wettkämpfe um ihre Hand, aber jeder geht unentschieden aus. Verzweifelt ertränkt sich Unai im Ikuta Fluss. Sasada und Chinu sind gebrochen und begehen Doppelsuizid; Unais Geist trägt für immer die Last des Doppeltodes. Als der Priester die Geschichte hört, betet er für Unais Seele; diese hört sie zwar, ist aber nicht in der Lage, dem „brennenden Haus“ (eine buddhistische Metapher für das Jenseits) und den „Acht großen Höllen“ zu entkommen. Sie wird damit auf ewig von ihren Dämonen geplagt sein. Die Dreiecksliebe zwischen Unai, Sasada und China korrespondiert mit der aus Das Spiel des Biestes zwischen Yūko, Ippei und Kōji, sowie dem Liebeskampf zwischen Kiyoshi und Matsukichi um Kimi. Interessanterweise wird im traditionellen Nō-Theater Unsterblichkeit als eine Sünde angesehen, die zu einer ewigen Folter in der Hölle führt (bei Unai zu sehen an ihren ewig dauerndem Leiden in den „Acht großen Höllen“ und bei Yūko repräsentiert durch ihre Pein im Gefängnis).
Für Nō-Aufführungen charakteristisch ist der Einsatz akribisch definierter Masken, die spezifische Personen und Gesichtszüge nachahmen. Nō-Masken werden auch in Das Spiel des Biestes vermehrt erwähnt. Am Anfang des 1. Kapitels belustigt sich Kōji mit dem Gedanken, sein Gesicht sei wie „eine feingearbeitete, geschnitzte Holzmaske.“ Im Prolog wird Ippeis Expression als „endloses Grinsen“ beschrieben und referiert damit auf die festen Expressionen der Nō-Masken. Der „dunkle Traubenglanz“ des charakteristischen „dicken Lippenstiftes“ Yūkos kann als direkte Anspielung auf die archetypische „junge Frau“ (Wakaonna) verstanden werden – eine beliebte Figur in Nō-Produktionen. In seiner Besprechung für The Japan Times vergleicht Damian Flanagan die verworrene, nonlineare Erzählweise mit der „transzedenten Übernatürlichkeit“ des Nō-Theaters. Auch Miyoko Tanaka, ein Kommentator der Erstverfassung des Buches, sagte, dass „sowohl die Form der Geschichte als auch die Beschreibung der Gesichter“ von „Japanern eindeutig als Überreste des Nō-Theaters“ erkannt werden kann.
Mishima war seit Kindtagen betört vom Nō-Theater und schrieb selbst auch mehrere Nō-Stücke (bspw. in seiner Sammlung Fünf moderne Nō-Spiele). Alle seine Stücke wurden in Japan aufgeführt und einige auch international, zum Beispiel in New York City. Es wurde spekuliert, dass Mishima durch Enchi Fumikos Novelle Masken zu den Nō-Masken als zentrales Narrativ inspiriert wurde. Auch wenn es nie bestätigt wurde, liegt die Vermutung zumindest nahe, da Mishima einige Jahre zuvor Masken als „esoterisches Meisterwerk“ bezeichnete.
Literaten und Analytiker haben öfter versucht, den Roman in Mishimas sonstiges Schaffenswerk einzuordnen. Die Bewusstseinsstrom-Elemente wurden mit denen aus Liebesdurst (1950) verglichen; inhaltlich bediene es sich Elementen aus Verbotene Farben (1953), insbesondere wegen der problembehafteten Beziehung zwischen dem alten Shunsuke und dem jungen Yuichi. Das Spiel des Biestes wurde auch mit den Existenzkrisen der Charaktere aus Kyōkos Haus (1959) verglichen.

## Schauplatz und Monument

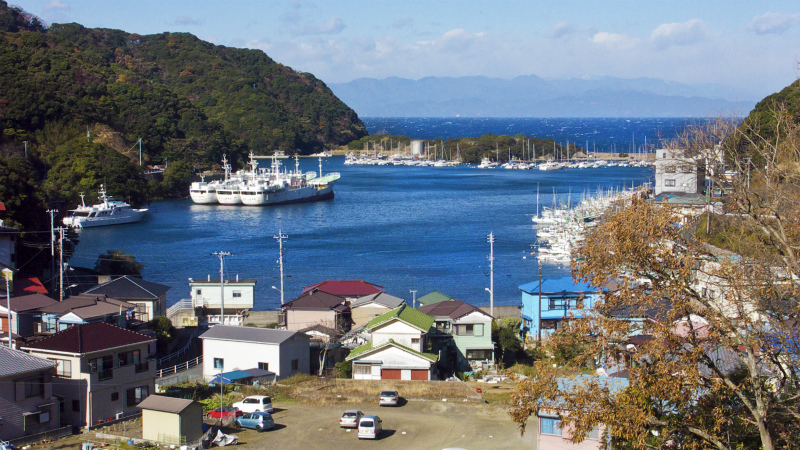
Der Hafen in Nishiizu, südlich vom heutigen Arari.

Iro Village ist ein fiktiver Ort im ehemaligen Fischerdorf Arari (mittlerweile verortet in Nishiizu). Auch der oft erwähnte Berg Taiya ist fiktional; dafür gibt es in Arari einen Berg namens „Ono-yama“, auf den wohl Bezug genommen wurde, schließlich kann „Ono“ im Japanischen auch als „Taiya“ gelesen werden.
Mishima mietete für die Schreibarbeiten ein Ryokan in Arari und besuchte dort unter anderem die japanische Luftwaffe. Zu seinem Ehren und als Tribut an den Roman wurde im Cape Kogane, nahe dem Hafen, ein Monument für Das Spiel des Biestes errichtet.

## Figuren

### Hauptfiguren
- Kōji – ein 21-jähriger Student, der als „abenteuerlustiger, übermutiger Junge“ beschrieben wird. Er besitzt „einen schmächtigen Körper“, sein Gesicht „erinnert an das eines Kriegers“ und seine Nase ist „relativ knochig.“ Seine ganze Verwandtschaft – seien es Eltern, Geschwister, weitere Verwandte – sind tot; seine Universitätskosten konnte er eine Zeit lang durch den Nachlass seiner Eltern decken. Zeitweise arbeitete in einem westlichen Tonwarengeschäft in Ginza, geleitet durch Ippei Kusakado, in dessen Frau er sich verliebte.
- Ippei Kusakado – nach seinem Abschluss in deutscher Literatur arbeitete er einige Zeit als Privatdozent an einer privaten Universität. Nach dem Tode seiner Eltern kündigte er jedoch seine Stellung und übernahm deren Tonwarengeschäft in Ginza. Er ist selbsterklärter Kunstliebhaber und veröffentlichte unter anderem Übersetzungen von Hugo von Hofmannsthal und Stefan George. Ippei legt viel Wert auf sein Äußeres: so besucht er nur hochklassige Haarsalons und trägt ausschließlich maßgeschneiderte, italienische Anzüge.
- Yūko Kusakado – sie ist die Ehefrau Ippeis. Ihr Äußeres wird beschrieben als „ründliches Gesicht“ mit „großen, nebligen Augen, fülligen Backen, weichen Ohrläppchen“ und „dünnen Lippen, verziert mit dickem Lippenstift.“ Nach Kōji Angriff auf Ippei schloss sie den Laden in Ginza und belas sich zum Thema Gartenbau. Mit dem angesparten Geld zogen sie und ihr Mann nach Iro, um dort ein Gewächshaus-Unternehmen zu gründen.

### Nebenfiguren
- Machiko – ein Seitensprung Ippeis, als dieser noch in Tokio lebte. Ippei besuchte ihr Apartment jeden Dienstag Nachmittag.
- Teijiro – ein Gärtner und Angestellter bei Kusakado Gewächshäuser. Er ist ehemaliger Fischer und wird als „muskulöser alter Mann“ beschrieben. Er besitzt „kräftige, sonnengetauchte Gesichtszüge“ und „sehr kurz geschnittenes salzweißes Haar“. Seine Frau, Kimis Mutter, starb vor einigen Jahren.
- Kimi – Teijiros Tochter. Nachdem ihre Mutter gestorben war, wurde sie von ihrem Vater vergewaltigt. In einer Nacht- und Nebel-Aktion verließ sie ihr altes Zuhause, um in Hamamatsu in einer Waffenfabrik zu arbeiten. Kimi ist sehr attraktiv und spielt mit ihren Reizen, wodurch sie von den männlichen Dorfbewohnern bewundert und den weiblichen Bewohnern verachtet wird. Sie trägt überall eine handgeschnitzte Ukulele mit.
- Matsukichi – Ein Fischer und Kimis Kindheitsfreund. Kōji beschreibt ihn als „primitives Tier“ mit „breiten Schultern und Brustmuskeln, die durch sein Shirt sichtbar sind.“ Mit Kiyoshi kämpft er seit vielen Jahren um Kimis Liebe.
- Kiyoshi – ein Mitglied der japanischen Luftwaffe und Kimis Kindheitsfreund. Er hat ein „rundes Gesicht“, wirkt aber wie „reservierter, kluger Junge“. Zusammen mit Matsukichi und Kimi ist er Stammgast des Storm Petrel, der einzigen Bar in Iro Village.
- Kakujin – ein Priester im Taisenji-Tempel in Iro Village. Er hat eine „scheinende Glatze“ und „freundliche, kleine, spitze Augen.“ Er dürstet nach dem Leid anderer Menschen und verfügt über die spirituelle Gabe, die wahre Natur eines Menschen zu erkennen. Dadurch erkennt er sofort Yūkos verstecktes Leiden, als diese in Iro ankommt. Er nutzt das ihm anvertraute Geld dafür, eine Grabstätte für Yūko, Ippei und Kōji einzurichten und zu pflegen.
- Unbenannter Ich-Erzähler – ein unbenannter Ich-Erzähler im Epilog des Romans. Er ist ein Oberstufenlehrer und Gelehrter. Während seines Sommerurlaubs besucht er Iro, fragt dort Kakujin über die Geschehnisse aus und besucht Yūko im Tochigi-Gefängnis. Er repräsentiert den archetypischen Wanderer eines Nō-Schauspiels.

## Veröffentlichung
Das Spiel des Biestes wurde in dreizehn Ausgaben zwischen dem 12. Juni 1961 und dem 4. September 1961 im Wochenmagazin Shukan Shincho publiziert. Eine Hardcover-Edition folgte im Shinchosha-Verlag am 30. September 1961. Die Taschenbuch-Variante erschien am 12. Juli 1966.

## Rezeption

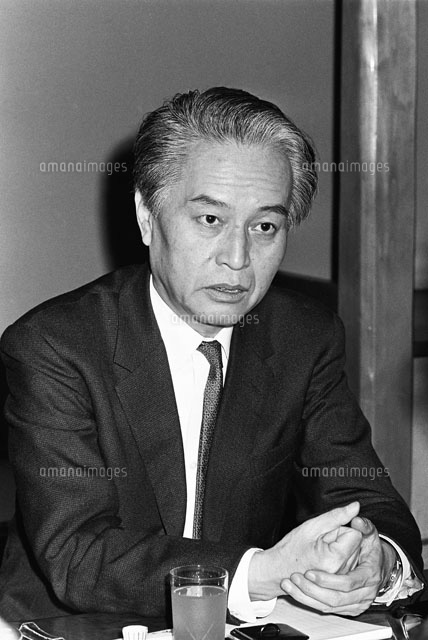
Hirano Ken lobte Das Spiel des Biestes im Zuge der Junbungaku Ronsō-Debatte als Beispiel für „pure Literatur.“

Der Roman wurde von kontemporären Kritikern äußerst positiv aufgenommen. Zu seinem Erscheinen 1961 wurde durch den Literaturkritiker Hirano Ken im Asahi Shimbun eine große öffentliche Debatte über sogenannte „pure gegen verdreckte Literatur“ ins Leben gerufen (Junbungaku Ronsō). Das Spiel des Biestes wurde dabei als positives Beispiel für „pure Literatur“ hervorgehoben.
In der Oktober-1961-Ausgabe des Nihon Keizai Shimbun nannte der etablierte Autor und Gelehrte Saeki Shōichi den Roman „eine authentische Darstellung der Liebe und ihrer Tücken.“ In der Novemberausgabe des Tōkyō Shimbun lobte Takeshi Muramatsu das Buch und vergleiche es mit den Detektivgeschichten Matsumoto Seichōs, die „nicht als pure Literatur bezeichnet werden können.“ In der August-Ausgabe 1962 vom Chitisujo charakterisierte Hidehiko Miwa Das Spiel des Biestes als „neo-romantisches Werk.“ Sumie Tanaka lobte die exzessive Recherche, die in den Roman eingeflossen war. In einer abweichenden Meinung bemerkte Okuno Takeo, dass die zweite Hälfte des Buches „in einem so dichten und schönen Stil geschrieben ist“, dass es „das Buch als Ganzes daran hindert, einen langfristigen Eindruck zu hinterlassen.“

## Adaption
Das Buch wurde mehrfach als Theaterstück lokal aufgeführt. Die berühmteste Adaption ist aber die 1964 abgedrehte Filmadaption von Sōkichi Tomimoto mit Ayako Wakao in der Hauptrolle. Diese hat 1960 zusammen mit Mishima den Yakuza-Film Afraid to Die gedreht.